# 大森房吉

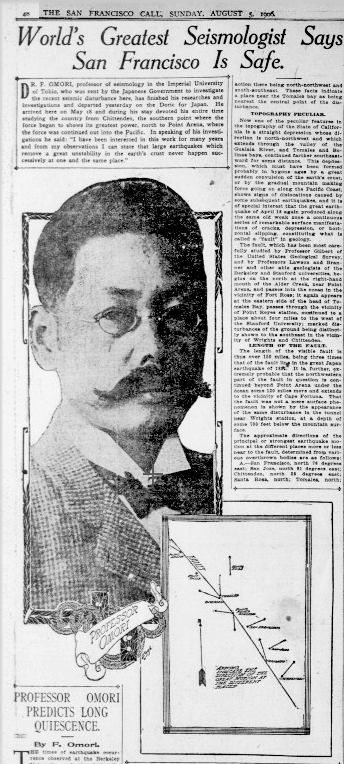
1906年 サンフランシスコの新聞より

大森 房吉（おおもり ふさきち、1868年10月30日（明治元年9月15日） - 1923年（大正12年）11月8日）は、日本の地震学者・地球科学者。日本における地震学の創始者のひとり。初期微動継続時間から震央を求める大森公式、大森式地震計などを考案した。

## 経歴
- 1868年、越前国足羽郡福井城下（現・福井県福井市手寄2丁目）の下級武士大森藤輔の五男として新屋敷百軒長屋で生まれる[4]。8人兄弟で家は貧しかった[4]。創立したばかりの旭小学校に入学し、3年生のときに家族とともに上京[4]。
- 1877年、官立阪本学校（現・中央区立阪本小学校）の5級生（4年生）に転入。
- 1881年、共立学校（現・開成高校）に進学。
- 1883年、東京大学予備門本学に入学。
- 1887年、帝国大学理科大学（現・東京大学理学部）に入学。物理学を専攻。
- 1890年に帝国大学理科大学（現・東京大学理学部）物理学科を卒業[5]、その後大学院で気象学と地震学を専攻し、イギリスから招かれた地震学者ジョン・ミルンの指導のもとで1891年に発生した濃尾地震の余震についての研究を行った。
- 1894年に本震からの経過時間に伴う余震の回数の減少を表す（余震の）大森公式も発表している。
- 1894年、中村達太郎らとともに震災予防調査会委員として庄内地震発生直後の現地調査を行う。液状化現象や寺院の倒壊状況などを撮影した写真は『山形県下地震写真帖』にまとめられた[6]。その後、3年間ヨーロッパへ留学。
- 1896年にヨーロッパ留学から帰国後、帝国大学地震学教授となる[7]。濃尾地震を契機に文部省（現・文部科学省）内に設置された震災予防調査会の幹事を長らく務め、日本の地震学の指導的な立場にあり、「日本地震学の父」とも呼ばれている。
- 1898年に世界初の連続記録可能な地震計、大森式地震計を開発した。
- 1899年に初期微動継続時間から震源までの距離を決定できることを示す（震源距離の）大森公式を発表した。
- 1905年に同じ講座の助教授であった今村明恒が、今後50年以内に東京での大地震が発生することを警告し、対策を迫る記事「市街地に於る地震の生命及財産に對する損害を輕減する簡法」を雑誌『太陽』に寄稿した。この記事は新聞に煽情的に報じられたため社会問題となった。房吉は震災対策の必要性には理解を示していたが、そのために社会に混乱を起こすことを恐れていた。そのため、その記事を根拠のない説として退ける立場をとった。
- 1910年の有珠山の噴火の際には、自ら試作した地震計を壮瞥町に設置して火山性地震の詳細な観測を行った[8]。それら観測の結果、火山性微動を世界で最初の記録するなど従来の火山学に新しい知見をもたらした[8]。
- 1911年には｢大噴火の予知は場合によっては酷く困難な問題ではない｣と述べ[8]、噴火予知のための恒常的観察を行う火山観測所の設置を提言し[8]、有珠山論文を発表した[8]。
- 1914年
  - 1月12日の朝、前日から桜島周辺で小さな地震が多発している旨の報告を受け、注意を促す電報を打とうとしていた矢先に桜島大正大噴火が発生している[9]。
  - 1月16日に海上から桜島を視察し、同日19時に鹿児島市内には危険が及ばないとする見解を発表した。これにより当時混乱状態にあった市内は平静を取り戻した。また、ノーベル賞物理学委員会から論文提出の依頼状が届くが、論文は提出されなかった[10]。
- 1923年に大森は汎太平洋学術会議に出席するためオーストラリアに出発した。その留守の間に関東地震（関東大震災）が発生した。房吉はちょうどシドニーのリバビュー天文台で、この地震が地震計に記録されているのを見たという。この地震が日本で発生した大地震であることを知り、帰国の途についた房吉だったが、オーストラリア滞在中に脳腫瘍の病状が悪化。帰国後は直ちに東大病院に入院したが一か月後に死去した[10]。墓所は多磨霊園。

## 栄典
位階
- 1912年（明治45年）4月30日 - 従四位[11]
- 1922年（大正11年）6月30日 - 従三位[12]

勲章等
- 1915年（大正4年）11月10日 - 大礼記念章[13]

## 大森式地震計

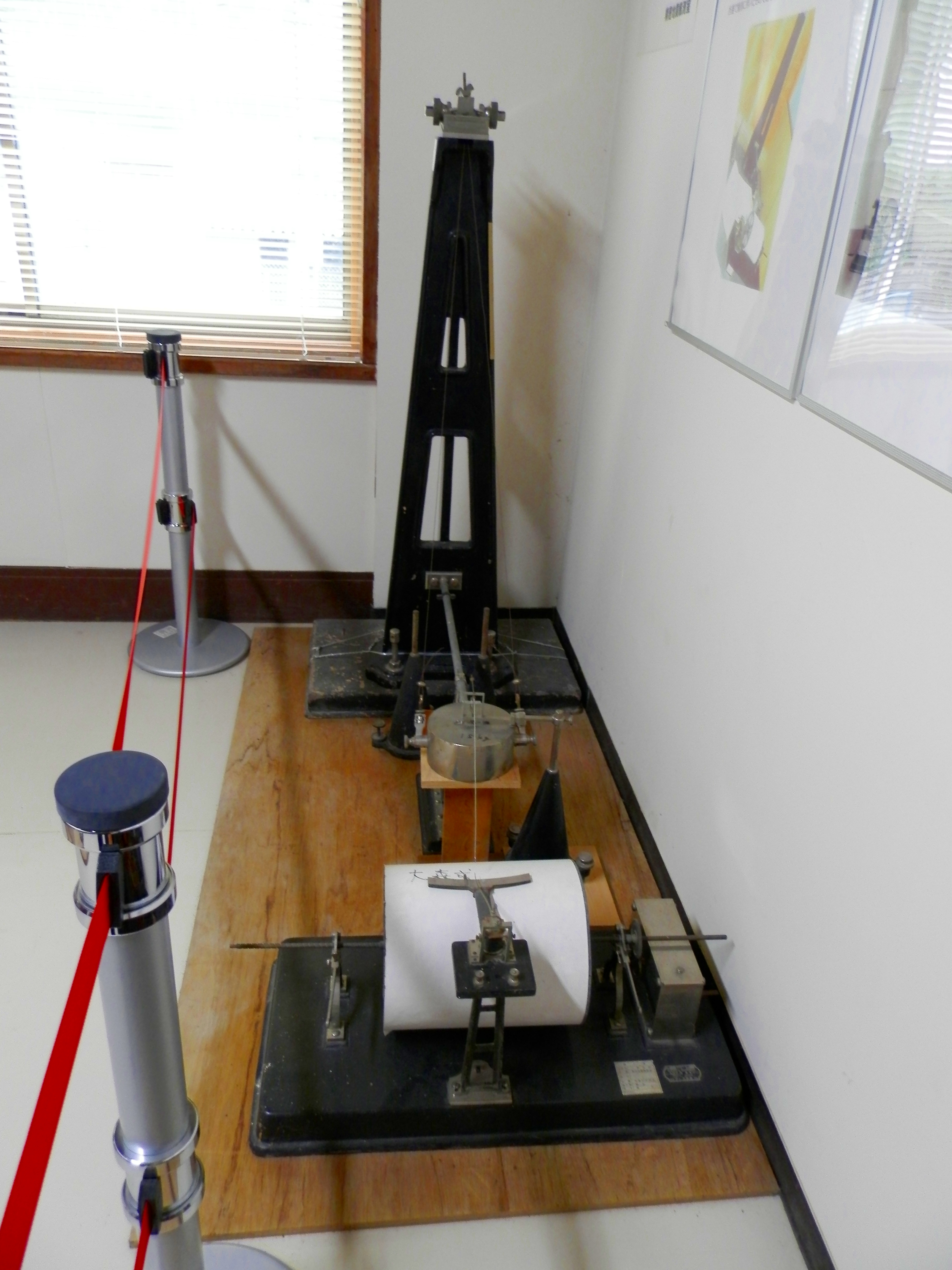
大森式地震計、気象庁松代地震観測所資料室展示品

1890年代から1900年代初頭に各地の測候所に設置されていた地震計は、G.M.E（グレー - ミルン ・ユーイング）普通地震計で感震器が動作することで記録を開始する方式であったため、p波が記録出来ない欠陥があった。大森房吉はGME普通地震計を改良し、1898年頃に常時記録可能な大森式（水平）地震計を制作した。この地震計は煤書式で記録紙を円筒形に巻いたドラムをゼンマイでゆっくりと動かし常に記録し続ける方式。従って、P波、S波、L波の違いをはっきりと区別して記録することが可能であった。
後に微動計、簡単微動計などの様々な改良型が作られ、日本国内（大学・気象台測候所）だけでなく日本国外でも使用された。

## 主要論文
- 「鳥島噴火視察報告」『官報』1902年9月20日（国立国会図書館デジタルコレクション）報告者大森房吉
- 銚子に於ける海水面の高さ一年中の変化に就きて Tokyo Sugaku-Butsurigakukwai Kiji-Gaiyo Vol.2 (1903-1906) No.21 P321-322
- 「淺間泥流 (噴火頽れ) の成因に就きて」大森房吉 地學雜誌 Vol.25 (1913) No.1 P67
- 地学雑誌 Vol.30 (1918) No.1 P40-54
- 「信州大町地方の地震に就きて」大森房吉 地學雜誌 Vol.31 (1919) No.1 P1-16
- 「阿蘇山噴火概表」大森房吉 地學雜誌 Vol.32 (1920) No.3 P116-124
- 「大森 房吉」nkysdb（なかよし論文データベース）

## 顕彰
生誕地の福井市手寄2丁目の手寄公園には、大森房吉の銅像や、大森式地震計を表したレリーフがある。

## 参考資料
- 文春鼎談書評『関東大震災を予知した二人の男─大森房吉と今村明恒』評者=保阪正康（ノンフィクション作家）,片山杜秀（政治学者／慶應義塾大学教授）,山内昌之（歴史学者／明治大学特任教授）『文藝春秋』文藝春秋，2013年12月号[18]
- 新聞社会面記事「大森房吉の偉業に光─上山さんが新著」『福井新聞』2018年6月24日 第3面[19]
- 新聞第一面記事「地震学権威・大森房吉が貫いた信念─非難された日本人初ノーベル賞候補」『福井新聞』2023年9月1日 第1面[20]
- 新聞社会面記事「大森房吉没後100年“地震学の父”は誠実、責任感の人─ノンフィクション作家・上山明博さん」『福井新聞』、2023年9月1日社会面[21]
- 雑誌論稿「大森房吉と今村明恒─二人の地震学者が成そうとしたこと」上山明博『歴史街道：関東大震災100周年特集』PHP研究所，2023年10月･通巻426号[22]

## 関連資料
- 「地震研究の先駆者・大森房吉の偉業」福井学基礎講座開講講演／講師=上山明博／開催日時=2014年6月28日(土)14:00～16:00／会場=JR福井駅前アオッサ6F 福井市中央公民館（福井市手寄1-4-1）／主催=福井市中央公民館+旭公民館
- 「地震学者大森房吉（福井出身）正しい業績評価を」作家・上山明博さん講演（『福井新聞』2014年6月29日）
- 「地震学をつくった男・大森房吉─生誕150年を迎えて」ふくい中央みらいカレッジ市民公開講座／講師=上山明博／開催日時=2019年3月9日(土)14:00～16:00／会場=JR福井駅前アオッサ601大会議室（福井市手寄1-4-1）／主催=福井市中央公民館+旭公民館
- NHK BSプレミアム関東大震災100周年企画「英雄たちの選択：幻の地震予知～大森房吉と関東大震災」司会=磯田道史（歴史学者）、杉浦友紀（NHKアナウンサー）／ゲスト出演=上山明博（ノンフィクション作家）、鷺谷威（名古屋大学地震学教授）、関谷直也（東京大学社会心理学准教授）／放送日時=2023年3月8日(水)20:00～21:00